# Операція «Захід»
Операція «Захід» (рос. Операция «Запад») — каральна акція уряду СРСР проти УПА, примусова наймасовіша депортація населення Західної України (за винятком Закарпаття), проведена 21 жовтня 1947 року. Одним із головних завдань операції було нейтралізувати український визвольний рух у Західній Україні, зокрема діяльність Української повстанської армії та тих, хто їй симпатизував і допомагав. Протягом одного дня з Західної України до Казахстану та віддалених районів Сибіру депортували понад 78 тисяч осіб.  Виселенню підлягали за попередньо складеними списками члени родин оунівців і повстанців. Це не єдина, але наймасовіша депортація, здійснена в Західній Україні. Усього в 1940-х і на початку 1950-х років із Західної України насильно вивезли 203 тисячі осіб. Більшість із них опинилася в Казахстані.
На початку 2023 року МВС України зняло гриф "для службового користування" з архівних документів щодо масових депортацій населення із заходу України радянською владою в 40-50 роках XX сторіччя.

## Правова база
Початком операції став наказ міністра держбезпеки СРСР Віктора Абакумова № 00430 від 22 серпня 1947 року «Про виселення сімей засуджених, убитих, тих, хто перебуває на нелегальному становищі, активних націоналістів та бандитів із території західних областей України». Постанова Ради Міністрів СРСР від 10 вересня 1947 року «Про виселення із західних областей УРСР до областей: Карагандинської, Архангельської, Вологодської, Кемеровської, Кіровської, Молотовської, Свердловської, Тюменської, Челябінської та Читинської членів родин „оунівців“ і активних бандитів, заарештованих та вбитих у боях» сприяла пришвидшенню термінів виконання задуму. У документі йшлося про забезпечення вугільної промисловості СРСР робітниками з-поміж родин підпільників і членів УПА. 10 жовтня 1947 року міністр внутрішніх справ УРСР Тимофій Строкач затвердив план оперативних заходів по своєму відомству.

## Проведення операції

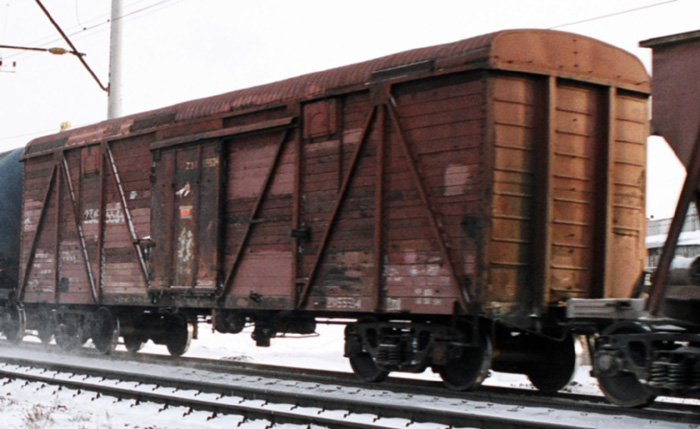
Критий товарний вагон

МГБ та МВД УРСР стали основними організаторами і виконавцями депортації. 
Операція «Захід» (в оригіналі рос. «Запад») розпочалася 21 жовтня, о 2-й годині ночі. Командував нею заступник міністра внутрішніх справ УРСР Микола Дятлов. Місце дислокації штабу операції — Львів. До виконання операції були залучені: оперсклад МГБ — 6859 осіб, збройні сили (солдати внутрішніх військ МГБ і корпус охорони МГБ, особовий склад МВД і прикордонних військ, «стрибки») — 46 509, радянський партактив — 15 556, армійські шофери — 1227 осіб. У ході операції використовували гужовий та автотранспорт, бронетехніку, трактори, залізничний транспорт.
Депортація охоплювала Волинську, тодішні Дрогобицьку та Станіславську, Львівську, Рівненську, Тернопільську й Чернівецьку області.
Операцію «Запад» підготовлювали у режимі цілковитої секретності. На місцях секретарі райкомів і начальники підрозділів МГБ дізнались про її проведення за 2—3 дні до початку, інші виконавці — під час реалізації. Каральну акцію спецслужби планували здійснити протягом одного дня — 21 жовтня 1947 року.
О 6-й годині ранку операція розпочалась у більшості регіонів. До львівських жителів оперативники вдерлись о 2-й годині ночі. З 2-ї до 4-ї вони вломились до будинків жителів Рави-Руської, Жовкви, Бузька, Городка та Яворова.
У Станіславській та Чернівецькій областях виконавців зупинила сильна віхола, що розпочалася напередодні і спричинила у деяких районах сніговий покрив до 2-х метрів. Оперативники вимушені були застосувати танки та бронетехніку. Проте це не дало швидкого очікуваного результату. Приміром, у Чернівецькій області збирання людей для депортації довелося відтермінувати до 23 жовтня. У більшості ж випадків операцію вдалося здійснити до настання сутінків 21-го. «Передовиком» стала Рівненська область, у якій виконавці злочинної акції впоралися із завданням і звезли людей на відправні пункти загалом за 3—4 години.
Подальше транспортування відбувалося залізницею із 87 станцій. 22 жовтня 1947 року о 6 годині 38 хвилин вирушив перший ешелон зі станції Ковель до станції Усяти Томської області. Він віз 1293 людей, відірваних від домівки, позбавлених майна. 26 жовтня Останній ешелон вирушив у східному напрямку. Тоді ж операцію «Запад» було завершено.
Кількісні показники з операції «Запад» у документах радянських спецслужб неодноразово уточнювалися. У «Довідці про кількість сімей активних учасників...» від 27 травня 1948 року йдеться про виселення 26 332 родини, загалом 77 791 осіб: 18 866 чоловіків, 35 685 жінки та 23 240 дитини до 15 років. 
На всіх них чекали каторжні роботи в копальнях і колгоспах Сибіру. Більшість потягів зі «спецпереселенцями» прибули на підприємства вугільної промисловості східних районів СРСР. Окрім того, «активних українських націоналістів» відправили під конвоєм в Омську область для роботи на підприємствах і в сільському господарстві. 
Протягом довгої дороги на Північ 875 виселенців намагалися втекти з ешелонів, але 515 із них було схоплено. Такими були дані офіційних звітів МДБ. А в документах українського підпілля фігурувала цифра понад 150 тисяч вивезених осіб. Під час транспортування, яке відбувалося в товарних вагонах, сотні дітей та літніх людей померли.
Свої вчинки карателі прикривали ще й гаслами боротьби з куркулями. Майно виселенців передали колгоспам. Проте навіть радянська статистика свідчить, що виселені, приміром із Дрогобицької області, мали по одній (зрідка дві) корови на подвір'я, 22 % із цих господарств — по двоє коней, лише третина — по свині й тільки чверть — плуги та борони. «Ворогами трудящого люду» зробили звичайних селян.

## Вшанування пам'яті
Верховна Рада України 22 грудня 2016 року ухвалила постанову № 1807 щодо відзначення пам'ятних дат і ювілеїв у 2017 році, відповідно до якої 21 жовтня 2017 року вшановується 70-ті роковини з дня масової депортації населення Західної України до Сибіру.
«Три Івани. Історії українців у Казахстані» - документальний фільм, герої якого стали жертвами депортації. Вони розповідають власні історії примусового виселення, облаштування і життя у степах Казахстану. Фільм став переможцем конкурсу кінопроєктів патріотичного спрямування, який проводило Міністерство культури України в 2018 році.